# E-4B Nightwatch
Boeing E-4B Nightwatch este un avion Boeing 747-200 cunoscut ca NEACP (National Emergency Airborne Command Post -pronunțat în limba engleză "Kneecap") și uneori, NAOC (National Airborne Operations Center). În timpul Războiului Rece a fost creat un grup de 4 avioane de tipul Boeing E-4B Nightwatch care să asigure comanda în cazul unui atac nuclear. Boeing E-4B Nightwatch este construit pe platforma unui Boeing 747-200 și modificat ca post de comandă mobilă de supraviețuire pentru Președintele SUA, Secretarul Apărării SUA și alții din comandă în cazul unui atac. De la mijlocul anilor 1990 datorită schimbărilor din situației internaționale (terminarea Războiului Rece), flota a primit destinația intervenției în caz de catastrofă. Flota de avioane E-4B Nightwatch va fi retrasă din serviciu în jurul anului 2015.

## Prezentare succintă
Avionul ca structură este un avion de transport persoane tip Boeing 747–200, transformat în interior ca în cazul unui război să fie capabilă să asigure  pentru conducerea politică și militară americană o platformă mobilă de comandă, rezistentă unui atac nuclear. În terminologia militară americană puterea militară supremă se numește NCA (National Command Authority), care cuprinde simultan președintele SUA și ministrul apărării. Un atac nuclear american poate fi autorizat doar de NCA, adică simultan de  președinte și ministrul apărării, nefiind suficient acordul doar al unuia dintre cei doi.
Sarcina primordială a avionului era să se asigure o platformă greu de găsit și de nimerit, de unde NCA în cazul unui atac nuclear să poată asigura comanda unui contraatac nuclear. Doctrina militară și politica SUA nu sprijină un prim atac nuclear, astfel că avionul a fost pregătit ca să poată funcționa într-un război nuclear în plină desfășurare. Dintre președinții americani cu acest tip de avion au zburat Jimmy Carter și Ronald Reagan.